# Pielgrzymka (gmina)
Pielgrzymka – gmina wiejska w województwie dolnośląskim, w powiecie złotoryjskim. W latach 1975–1998 gmina położona była w województwie legnickim.
Siedziba gminy to Pielgrzymka.
Według danych z 30 czerwca 2004 gminę zamieszkiwały 4802 osoby. Natomiast według danych z 30 czerwca 2020 roku gminę zamieszkiwało 4538 osób.

## Struktura powierzchni
Według danych z roku 2002 gmina Pielgrzymka ma obszar 105,15 km², w tym:
- użytki rolne: 73%
- użytki leśne: 18%

Gmina stanowi 18,27% powierzchni powiatu.

## Demografia

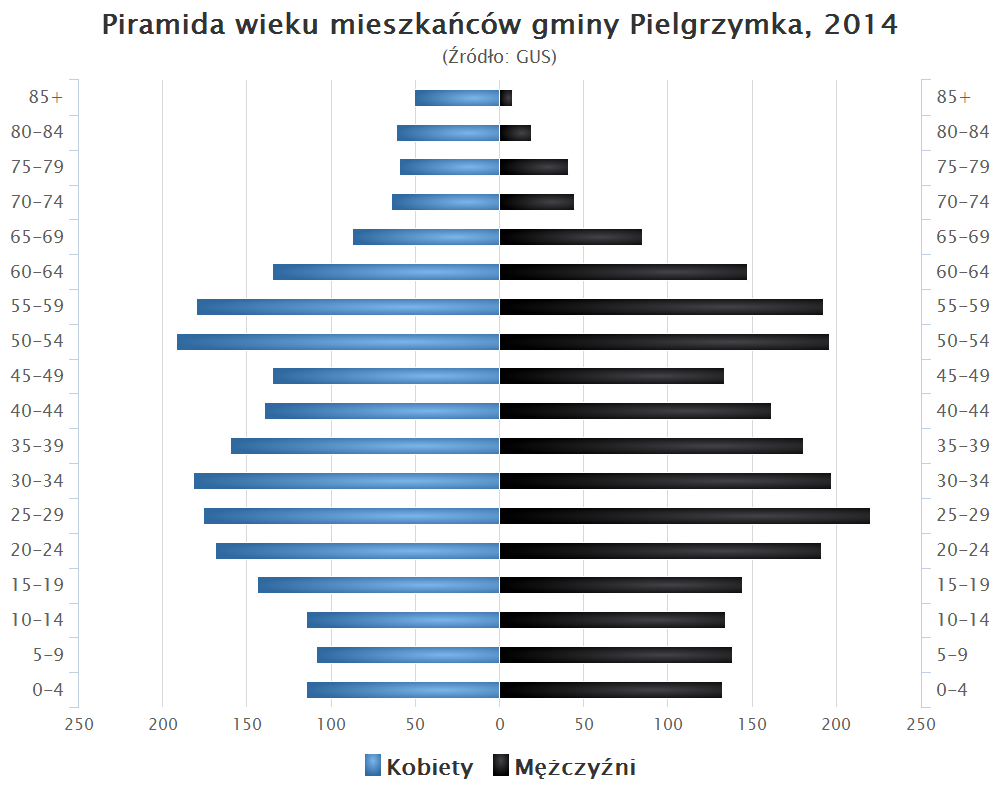
Piramida wieku mieszkańców gminy Pielgrzymka w 2014 roku

Dane z 30 czerwca 2004:
| Opis                              | Ogółem | Ogółem | Kobiety | Kobiety | Mężczyźni | Mężczyźni |
| --------------------------------- | ------ | ------ | ------- | ------- | --------- | --------- |
| jednostka                         | osób   | %      | osób    | %       | osób      | %         |
| populacja                         | 4802   | 100    | 2411    | 50,2    | 2391      | 49,8      |
| gęstość zaludnienia (mieszk./km²) | 45,7   | 45,7   | 22,9    | 22,9    | 22,7      | 22,7      |

## Ochrona przyrody
Na obszarze gminy znajduje się rezerwat przyrody Ostrzyca Proboszczowicka chroniący fragment stożka wulkanicznego stanowiącego najwyższe wzniesienie regionu legnickiego (501 m n.p.m.) ze specyficzną roślinnością naskalną oraz gołoborza bazaltowe.

## Sołectwa
Czaple, Nowa Wieś Grodziska, Nowe Łąki, Pielgrzymka, Proboszczów, Sędzimirów, Twardocice, Wojcieszyn, Jastrzębnik.

## Sąsiednie gminy
Lwówek Śląski, Świerzawa, Warta Bolesławiecka, Wleń, Zagrodno, Złotoryja